# Août 2009 en sport
Pour un article plus général, voir 2009 en sport.
Cette page concerne l'actualité sportive du mois d'août 2009.

## Principaux rendez-vous
- 31 juillet au 2 août : Rallye de Finlande 2009.
- 8 août : Reprise de la Ligue 1 de football français.
- 8 au 12 août : Championnats du monde de course en ligne (canoë-kayak) 2009.
- 13 au 16 août : Championnat de la PGA 2009.
- 15 au 23 août : Championnats du monde d'athlétisme 2009 à Berlin.
- 23 août : Grand Prix automobile d'Europe 2009.
- 23 au 30 août : Championnats du monde d'aviron 2009.
- 29 août au 13 septembre : Championnats du monde de boxe amateur 2009 à Milan.
- 29 août au 20 septembre : Tour d'Espagne 2009.
- 31 août au 13 septembre : US Open de tennis 2009.
- 23 août : SummerSlam 2009.

## Chronologie

### Samedi1eraoût
- Water-polo : aux championnats du monde de natation, à Rome, l'équipe masculine de Serbie bat en finale l'équipe d'Espagne.
- Voile : Le Français Pascal Bidégorry et son équipage ont battu le record de la plus grande distance parcourue en 24 heures à la voile, détenu par Franck Cammas et son équipage, en couvrant 880 milles à une moyenne 36,66 nœuds.

### Mercredi 19 août
- Voile : Nicolas Lunven (CGPI) remporte la Solitaire du Figaro à la voile, à l'issue de la 4e et dernière étape Dingle (Irlande) - Dieppe (Seine-maritime), gagnée par Antoine Koch (Sopra Group).

### Dimanche 23 août
- Cricket : l'Angleterre remporte la série des Ashes 2-1 après avoir battu l'Australie dans la dernière des cinq rencontres, à The Oval (Londres)[1]. Le capitaine de l'équipe d'Angleterre, Andrew Strauss (en), et le batteur australien Michael Clarke sont désignés « joueurs de la série ».

### Jeudi 27 août
- Judo : La Française Morgane Ribout remporte à Rotterdam le titre mondial des -57 kg de judo, en battant en finale la triple championne d'Europe portugaise Telma Monteiro sur yuko. La Hongroise Hedvig Karakas et l'Azerie Kifayat Gasimova décrochent la médaille de bronze.

### Dimanche 30 août
- Judo : Le Français Teddy Riner remporte à Rotterdam le titre mondial des +100 kg de judo, en battant en finale le Cubain Oscar Brayson.